# Villaviciosa de Tajuña
Villaviciosa de Tajuña est un village de la commune de Brihuega dans la province de Guadalajara, région de Castille-La Manche, en Espagne. Situé sur les bords de la rivière Tajuña, il compte 14 habitants (2006).
C'est là que fut fondé en 1072 par le roi Alphonse VI de Castille le monastère des Hiéronymites de San Blas. Aujourd'hui en ruines, il en reste la porte d'entrée et les vestiges d'une tour.
Lors de la guerre de Succession d'Espagne y eut lieu le 10 décembre 1710 la bataille de Villaviciosa entre les troupes franco-espagnoles de Philippe V commandées par le duc de Vendôme, et celles de l'archiduc Charles commandées par Starhemberg.